# Vlag van Gemert-Bakel

De vlag van de gemeente Gemert-Bakel

De vlag van de Nederlandse gemeente Gemert-Bakel is op 18 november 1998 vastgesteld door de gemeenteraad van Gemert-Bakel. De gemeente ontstond op 1 januari 1997 door een fusie van de gemeenten Gemert en Bakel en Milheeze. De vlag is namens de Noordbrabantse Commissie voor Wapen- en Vlaggenkunde ontworpen door Jan Melssen.

## Beschrijving
De vlag wordt als volgt beschreven:
Gevierendeeld over een derde van de vlaglengte van geel, rood, wit en rood; over de vierendeling een kruis met armen ter breedte van ¼ vlaghoogte, aan de broekzijde zwart en aan de vluchtzijde wit; in het broektopvierkant een zwarte adelaar ter grootte van 1/3 vlaghoogte.
De vlag bevat zes vlakken, de vlakken in de vluchttop en vluchthoek zijn rood gekleurd, tussenin loopt een witte balk. Het vlak in de broektop bevat een afbeelding van een zwarte adelaar, het linkermiddenvlak is zwart gekleurd en het vlak in de broekhoek is wit gekleurd.

## Verwante afbeeldingen

Het wapen van Gemert-Bakel
De vlag van Gemert